# Баллигар
Баллигар (англ. Ballygar; ирл. Béal Átha Ghártha, Бел-Аха-Гарха) — деревня в Ирландии, находится в графстве Голуэй (провинция Коннахт). Находится в 11,7 км от города Роскоммон и примерно в километре от реки Сак.
В течение столетий Баллигар был местом схода и торговли окрестных жителей. Впервые упоминается как таунленд и ферма в 1585 году. Однако только в 1820-х годах Баллигар стал достаточно заметным населённым пунктом. Здесь сохранился средневековый замок.

## Демография
Население — 689 человек (по переписи 2006 года). В 2002 году население составляло 642 человек.
Данные переписи 2006 года:
| Общие демографические показатели |               |                               |                               |      |      |
| Всё население                    | Всё население | Изменения населения 2002—2006 | Изменения населения 2002—2006 | 2006 | 2006 |
| 2002                             | 2006          | чел.                          | %                             | муж. | жен. |
| 642                              | 689           | 47                            | 7,3                           | 368  | 321  |

## Известные уроженцы
- Гилмор, Патрик (1829—1892) — ирландский поэт и композитор